# Ísak Snær Þorvaldsson
Ísak Snær Þorvaldsson (født 1. maj 2001) er en islandsk professionel fodboldspiller, der spiller for 1. divisions klubben Lyngby Boldklub som angriber .

## Klubkarriere
Ísak startede sin karriere i den lokale klub Afturelding i Mosfellsbær, inden han skiftede til Norwich City i juli 2017. Han blev udlånt til Fleetwood Town i slutningen af januar 2020.
Han kom til den skotske klub Livingston på prøve i oktober 2021 med henblik på en lejeaftale, hvilket ikke blev til noget.
Den 20. juli 2020 skrev han kontrakt med skotske St. Mirren på en etårig lejekontrakt. Den 27. august 2020 blev hans lån hos St. Mirren opsagt før tid. Senere samme dag blev han lånt ud til den islandske klub ÍA, hvor han spillede i 7 kampe. Han blev igen udlejet til ÍA i 2021-sæsonen, hvor han scorede 3 mål i 20 kampe i Úrvalsdeild Karla. Han hjalp ÍA med at vinde sine sidste tre kampe i sæsonen og undgå nedrykning. Han hjalp også klubben til finalen i den islandske pokalturnering, hvor de tabte til Víkingur.
Han forlod Norwich i januar 2022 og underskrev en treårig kontrakt med Breiðablik UBK i den omdøbte Besta-deild karla. Han startede 2022-sæsonen stærkt og scorede seks mål i sine første fire kampe, den bedste start siden Guðmundur Benediktsson scorede syv mål i de første fire kampe i 1996.
I oktober 2022 skrev han kontrakt med Rosenborg for sæsonen 2023. I april 2024 vendte han tilbage på lån til Breiðablik.

### Lyngby Boldklub
I juli 2025 kom han på lejekontrakt hos Lyngby Boldklub.
Ísak havde sin debutkamp og debutmål i 1.division for Lyngby Boldklub den 20. juli 2025 i udekampen imod Esbjerg fB.

## International karriere
Ísak har repræsenteret Island på ungdomsniveau for U16, U17, U18 og U19.
Den 8. juni 2022 blev Ísak udskiftet i det 54. minut af Islands U-21-landsholds 3-1-sejr over Hviderusland og overført til et hospital efter at have lidt af brystsmerter under kampen.

## Eksterne links
- Ísak Snær Þorvaldsson profil på Soccerway